# Zhang Yingying (Tischtennisspielerin)
Zhang Yingying (chinesisch 张莹莹, Pinyin Zhāng Yíngyíng; * Januar 1983 in Nanjing, Jiangsu) ist eine ehemalige chinesische Tischtennisspielerin.                 

## Werdegang
Zhang nahm 1999 an der Weltmeisterschaft teil, wo sie eine Bronzemedaille im Doppel mit Zhang Yining gewann und im Mixed den Titel zusammen mit Ma Lin holte. Mit Platz 40 in der ITTF-Weltrangliste im Januar 2001 erreichte die Chinesin ihre persönliche Bestmarke. Später beendete sie ihre Karriere. Danach arbeitete sie im staatlichen Steuerbüro von Jiangsu.
In der Saison 2006/07 wurde sie mit der Damenmannschaft von Postás SE ungarischer Meister.